# Dilettevoli eccedenze
Dilettevoli eccedenze è una raccolta della cantante italiana Mina, pubblicata nel 2022 dalla PDU.
La raccolta è stata pubblicata su vinile, su nastro analogico e - a partire dal 12 dicembre 2022 - anche su chiavetta USB.
Nel 2023, la raccolta è stata pubblicata anche su compact disc doppio insieme al secondo volume della serie.

## Descrizione
Dell'album fanno parte, tra le altre, Reginella pubblicata nel CD singolo Napoli terzo estratto allegato alla raccolta Napoli primo, secondo e terzo estratto nel 2003; Gone with the Wind pubblicata nel 2000 nell'EP Mina per Wind; I'll See You in My Dreams pubblicata nel CD singolo Succhiando l'uva/I'll See You in My Dreams del 2002. La raccolta contiene anche brani utilizzati in passato come ghost track in alcuni album di Mina. Tra questi You Get Me, eseguita da sola e presente alla fine del disco Caramella del 2010 e Cielito lindo che chiudeva l'album Sulla tua bocca lo dirò del 2009. Sono inoltre presenti tre brani incisi per alcune campagne pubblicitarie della TIM: Il segnale (2019), versione in italiano della canzone Kiss the Sky di Jason Derulo; la cover di All Night di Parov Stelar, incisa da Mina nel 2017, e una versione in italiano di Merry Christmas in Love scritta da Tony Renis e da Marva Jan Marrow nel 2004 per il cinepanettone Christmas in Love diretto da Neri Parenti. A conclusione dei due lati del disco, sono presenti due alternative take di Nel blu dipinto di blu (Volare), presente in una prima versione nell'album-tributo a Domenico Modugno, Sconcerto del 2001.

## Tracce

### LP
Lato A
1. Il segnale (Kiss the Sky) – 3:45 (Jason Desrouleaux, Thomas Troelsen, Thomas Eriksen, Sam Martin, Bonnie McKee, Terius Nash, Michael Caren, Madison Love / Alberto De Martini (testo italiano))
2. All Night – 3:17 (Parov Stelar)
3. Questa vida loca – 4:29 (testo: Francisco Céspedes (testo spagnolo originale), Cristiano Malgioglio (testo italiano) – musica: Francisco Céspedes)
4. Reginella – 4:32 (Libero Bovio, Gaetano Lama)
5. Nel blu dipinto di blu (Versione Coro) – 0:45 (Domenico Modugno, Franco Migliacci)

Lato B
1. You Get Me – 4:53 (Pam Sheyne, Teitur Lassen)
2. Gone with the Wind – 4:46 (Allie Wrubel, Herb Magidson)
3. Merry Christmas in Love – 3:19 (Tony Renis, Marva Jan Marrow / Alberto De Martini (testo italiano))
4. Cielito lindo – 3:18 (Quirino Mendoza y Cortés)
5. I'll See You in My Dreams – 1:19 (Isham Jones, Gus Kahn)
6. Nel blu dipinto di blu (Versione Ballad) – 0:32 (Domenico Modugno, Franco Migliacci)